# Dee Bradley Baker
Dee Bradley Baker (Bloomington, 31 de agosto de 1962) é um ator e dublador estadunidense conhecido por fazer várias dublagens de desenhos animados. É o dublador do personagem BMO do desenho animado Hora de Aventura (2010-2018) e faz os rugidos do personagem Leão em Steven Universo (2014-2020)